# Академічне веслування на літніх Олімпійських іграх 2012 — вісімки (жінки)
Змагання з академічного веслування серед вісімок у жінок на Олімпійських іграх 2012 проводились з 29 липня до 2 серпня.
У змаганнях брали участь 7 екіпажів з різних країн.

## Медалісти
| Золото | Срібло | Бронза |
| США · Ерін Кафаро · Сюзан Франсія · Естер Лофгрен · Тейлор Рітцель · Меган Мусніцькі · Елль Логан · Керолайн Лінд · Карін Дейвіс · Мері Віппл | Канада · Дженін Генсон · Рейчелл Вайінберг · Кріста Галоєн · Лорен Вілкінсон · Наталі Мастраччі · Ешлі Брозович · Дарсі Маркардт · Андреанн Морен · Леслі Томпсон-Віллі | Нідерланди · Якобін Венговен · Нінке Кінгма · Шанталь Ахтерберг · Сицке де Грот · Роліне Репелар ван Дріл · Клаудія Бельдербос · Карліне Боу · Аннемік де Ган · Анне Схеллекенс |

## Розклад змагань
Усі запливи розпочинались за британським літнім часом
| Дата                     | Час   | Раунд             |
| ------------------------ | ----- | ----------------- |
| Неділя, 29 липня, 2012   | 11:50 | Відбірковий раунд |
| Вівторок, 31 липня, 2012 | 10:50 | Втішні заїзди     |
| Четвер, 2 серпня, 2012   | 12:30 | Фінал             |

## Змагання

### Відбірковий раунд
Переможці заїздів кваліфікуються до фіналу А, всі інші продовжують змагання у втішних заїздах.
| Місце | Спортсмен                                                                | Країна          | Час     | Примітки      |
| ----- | ------------------------------------------------------------------------ | --------------- | ------- | ------------- |
| 1     | Кафаро, Франсія, Лофгрен, Рітцель, Мусніцькі, Логан, Лінд, Дейвіс, Віппл | США             | 6:14.68 | Фінал         |
| 2     | Вермірш, Каттертон, Селбі Сміт, Кук, Герранд, Хеген, Кех, Стенлі, Патрік | Австралія       | 6:20.89 | Втішні заїзди |
| 3     | Вітлам, Рів, Едді, Магуайр, Пейдж, Вернон, Грівс, Торнлі, О'Коннор       | Велика Британія | 6:23.51 | Втішні заїзди |
| 4     | Шютте, Лепке, Шульце, Тім, Зенневальд, Дригалла, Маршан, Зірінг, Швенсен | Німеччина       | 6:34.32 | Втішні заїзди |

| Місце | Спортсмен                                                                                   | Країна     | Час     | Примітки      |
| ----- | ------------------------------------------------------------------------------------------- | ---------- | ------- | ------------- |
| 1     | Генсон, Вайінберг, Галоєн, Вілкінсон, Мастраччі, Брозович, Маркардт, Морен, Томпсон-Віллі   | Канада     | 6:13.91 | Фінал         |
| 2     | Коджану, Альбу, Грігораш, Дорнеану, Лупаску, Барабас, Кожокаріу, Ротару, Джідоі             | Румунія    | 6:16.61 | Втішні заїзди |
| 3     | Венговен, Кінгма, Ахтерберг, де Грот, Репелар ван Дріл, Бельдербос, Боу, де Ган, Схеллекенс | Нідерланди | 6:18.98 | Втішні заїзди |

### Втішні заїзди
| Місце | Спортсмен                                                                                   | Країна          | Час     | Примітки |
| ----- | ------------------------------------------------------------------------------------------- | --------------- | ------- | -------- |
| 1     | Венговен, Кінгма, Ахтерберг, де Грот, Репелар ван Дріл, Бельдербос, Боу, де Ган, Схеллекенс | Нідерланди      | 6:15.36 | Фінал    |
| 2     | Коджану, Альбу, Грігораш, Дорнеану, Лупаску, Барабас, Кожокаріу, Ротару, Джідоі             | Румунія         | 6:16.16 | Фінал    |
| 3     | Вермірш, Каттертон, Селбі Сміт, Кук, Герранд, Хеген, Кех, Стенлі, Патрік                    | Австралія       | 6:18.63 | Фінал    |
| 4     | Вітлам, Рів, Едді, Магуайр, Пейдж, Вернон, Грівс, Торнлі, О'Коннор                          | Велика Британія | 6:21.58 | Фінал    |
| 5     | Шютте, Лепке, Шульце, Тім, Зенневальд, Дригалла, Маршан, Зірінг, Швенсен                    | Німеччина       | 6:27.69 |          |

### Фінал
| Місце | Спортсмен                                                                                   | Країна          | Час     | Примітки |
| ----- | ------------------------------------------------------------------------------------------- | --------------- | ------- | -------- |
| 1     | Кафаро, Франсія, Лофгрен, Рітцель, Мусніцькі, Логан, Лінд, Дейвіс, Віппл                    | США             | 6:10.59 |          |
| 2     | Генсон, Вайінберг, Галоєн, Вілкінсон, Мастраччі, Брозович, Маркардт, Морен, Томпсон-Віллі   | Канада          | 6:12.06 |          |
| 3     | Венговен, Кінгма, Ахтерберг, де Грот, Репелар ван Дріл, Бельдербос, Боу, де Ган, Схеллекенс | Нідерланди      | 6:13.12 |          |
| 4     | Коджану, Альбу, Грігораш, Дорнеану, Лупаску, Барабас, Кожокаріу, Ротару, Джідоі             | Румунія         | 6:17.64 |          |
| 5     | Вітлам, Рів, Едді, Магуайр, Пейдж, Вернон, Грівс, Торнлі, О'Коннор                          | Велика Британія | 6:18.77 |          |
| 6     | Вермірш, Каттертон, Селбі Сміт, Кук, Герранд, Хеген, Кех, Стенлі, Патрік                    | Австралія       | 6:18.86 |          |